# Santa Cruz tartomány (Argentína)
Santa Cruz egyike Argentína 23 tartományának.

## Földrajz
Az ország déli részén helyezkedik el.

## Közigazgatás
Kormányzók:
- 2015- Alicia Kirchner

### Megyék
A tartomány 7 megyéből áll (zárójelben a megyeszékhely):
1. Corpen Aike megye (Puerto Santa Cruz)
2. Deseado megye (Puerto Deseado)
3. Güer Aike megye (Río Gallegos)
4. Lago Argentino megye (El Calafate)
5. Lago Buenos Aires megye (Perito Moreno)
6. Magallanes megye (Puerto San Julián)
7. Río Chico megye (Gobernador Gregores)